# Arvi Marijampolė
Pour les articles homonymes, voir Arvi.
L'Arvi Marijampolė est un club lituanien féminin de basket-ball appartenant à la Ligue lituanienne féminine (Lietuvos Moterų Krepšinio Lyga), soit le plus haut niveau du championnat lituanien. Le club est basé dans la ville de Marijampolė.

## Palmarès
néant

## Entraîneurs successifs
- Depuis ? : Algirdas Budėnas

## Joueuses célèbres ou marquantes
- Ela Briedytė
- Diana Razmaitė